# Günter Hägele
Günter Hans Georg Hägele (* 4. März 1954 in Augsburg) ist ein deutscher Bibliothekar.

## Wirken
Nach seiner Reifeprüfung in Augsburg 1974 studierte Günter Hägele von 1975 bis 1981 Geschichte, Germanistik und Sozialkunde an der Universität Augsburg und legte dort 1981 das erste Staatsexamen für das Lehramt an Gymnasien ab. Im Jahre 1982 promovierte er an der Universität Augsburg, sein Doktorvater war der Historiker Raymund Kottje. Im gleichen Jahr begann er als Bibliotheksreferendar an der Pfälzischen Landesbibliothek Speyer die Ausbildung für den höheren Bibliotheksdienst. Seine Fachprüfung legte er 1984 an der Bibliotheksschule Frankfurt/M. ab. Von 1985 bis 2019 war Hägele an der Universitätsbibliothek Augsburg beschäftigt und zwar als Fachreferent für Geschichte und Leiter der Abteilung für Handschriften, Alte Drucke und Sondersammlungen. Zuletzt war er stellvertretender Direktor der UB Augsburg.
In seinen zahlreichen Veröffentlichungen beschäftigt sich Hägele vor allem mit mittelalterlichen Handschriften und historischen Drucken in Augsburger Bibliotheken.

## Schriften (Auswahl)
- Das Paenitentiale Vallicellianum I. Ein oberitalienischer Zweig der frühmittelalterlichen kontinentalen Bussbücher ; Überlieferung, Verbreitung und Quellen (= Quellen und Forschungen zum Recht im Mittelalter, Bd. 3). Thorbecke, Sigmaringen 1984, ISBN 3-7995-6052-1 (Dissertation Universität Augsburg).
- Johannes Pfeffer von WeidenbergsTractatus de paenitentia; Notizen zu Leben und Werk des ersten Theologen der Freiburger Universität. In: Hubert Mordek (Hrsg.): Aus Archiven und Bibliotheken. Festschrift für Raymund Kottje zum 65. Geburtstag (= Freiburger Beiträge zur mittelalterlichen Geschichte, Bd. 3). Lang, Frankfurt/M. 1992, S. 489–496, ISBN 3-631-44363-3.
- (Bearb.): Vita sanci Vdalrici. Erlesene Handschriften und wertvolle Drucke aus zehn Jahrhunderten; Katalog zur Ausstellung der Universitätsbibliothek Augsburg anläßlich der 1000-Jahr-Feier der Kanonisation des Hl. Ulrich. Universitätsbibliothek Augsburg 1993.
- Lateinische mittelalterliche Handschriften in Folio der Universitätsbibliothek Augsburg. Die Signaturengruppe Cod. I.2.2° und Cod. II.1.2° 1 - 90 (= Handschriften der Universitätsbibliothek Augsburg, Reihe 1,1). Harrassowitz, Wiesbaden 1996, ISBN 3-447-03650-8.
- (mit Gregor Wurst u. a.): Novum opus ex veteri. Vom Judas-Evangelium zur Furtmeyr-Bibel ; biblische und apokryphe Handschriften aus Spätantike und Mittelalter ; [Katalog zur Ausstellung in der Universitätsbibliothek Augsburg, 13. Januar bis 30. April 2010]. Universitätsbibliothek Augsburg 2010, ISBN 978-3-936504-04-0.
- Top oder flop? Zur Produktion der Klosterdruckerei St. Ulrich und Afra in Augsburg. In: Wolfenbütteler Notizen zur Buchgeschichte, Bd. 39 (2014), S. 133–152.
- Eine Prunkausgabe von Ulrich Tennglers Laienspiegel (Augsburg 1511) für Kaiser Maximilian I. in der Sammlung Oettingen-Wallerstein. In: Codices manuscripti & impressi, H. 99/100 (2015), S. 31–48.
- (Hrsg., mit Melanie Thierbach): Augsburg macht Druck. Die Anfänge des Buchdrucks in einer Metropole des 15. Jahrhunderts. Staats- und Stadtbibliothek Augsburg u. a., Augsburg 2017, ISBN 978-3-00-055663-0.
- Aus drei mach eins. Zur Drucklegung des „Speculum historiale“ in der Klosterdruckerei von St. Ulrich und Afra (GW M 50570, Augsburg 1574). In: Wolfenbütteler Notizen zur Buchgeschichte, Bd. 42 (2017), S. 21–44.
- Melker Reform und Buchdruck Zur Druckerei im Augsburger Benediktinerkloster St. Ulrich und Afra. In: Gisela Drossbach (Hrsg.): Reformen vor der Reformation. Sankt Ulrich und Afra und der monastisch-urbane Umkreis im 15. Jahrhundert (= Studia Augustana, Bd. 18). De Gruyter, Berlin 2018, S. 187–204, ISBN 978-3-11-058231-4.
- Materialität und Provenienz des „Codex Reuchlin“. Der Apokalypsenkommentar des Andreas von Caesarea in der Universitätsbibliothek Augsburg (Cod.I.1.4°1; Minuskel GA 2814). In: Martin Karrer (Hrsg.): Der Codex Reuchlins zur Apokalypse. Byzanz – Basler Konzil – Erasmus. De Gruyter, Berlin 2020, S. 1–16, ISBN 978-3-11-067411-8.

Außerdem weitere Aufsätze u. a. im Gutenberg-Jahrbuch.